# Cancún Fútbol Club
Cancún Futbol Club é um clube de futebol profissional mexicano com sede em Cancún, Quintana Roo, atualmente jogando na Liga de Expansión MX. O clube foi fundado em junho de 2020, depois que a franquia Cafetaleros de Chiapas anunciou que se mudaria da cidade de Cancún.

## História
Em junho de 2020, uma possível transferência do Atlante FC começou a ser especulada, quando o time ainda jogava en Cancún. Em 26 de junho, tornou-se oficial a transferência desse clube para a Cidade do México. No mesmo dia, foi anunciada a mudança do Cafetaleros de Chiapas, com equipe sendo transferida para Cancún e renomeada como "Cancún FC".
Em janeiro de 2022 a equipe foi comprada por um fundo de investimento chefiado pelo empresário mexicano-estadunidense Jeff Luhnow, porém, devido a questões regulatórias, José Luis Orantes permaneceu na presidência até o final da temporada 2021–22. Em 1 de junho de 2022, a venda foi aprovada pelos proprietários dos clubes da Liga de Expansión MX, oficializando a entrada do novo proprietário.